# 朗格拉德岛
朗格拉德岛（法語：Langlade，發音：[lɑ̃ɡlad]），亦称小密克隆岛（法語：Petite Miquelon，發音：[pətit miklɔ̃]），是法国海外集体圣皮埃尔和密克隆的一座岛屿（或狭颈半岛），通过連島沙洲与大密克隆岛相连，与大密克隆岛和勒卡普半岛组成密克隆岛。行政上，朗格拉德岛是密克隆-朗格拉德市镇的一部分。